# جوئل گری
جوئل گری (انگلیسی: Joel Grey؛ زاده ۱۱ آوریل ۱۹۳۲) یک بازیگر، رقاص، خواننده و عکاس اهل ایالات متحده آمریکا است. وی از سال ۱۹۵۱ میلادی تاکنون مشغول فعالیت بوده‌است.
از فیلم‌هایی که وی در آن نقش داشته‌است، می‌توان به رقصنده در تاریکی و کاباره اشاره کرد.
وی همچنین برنده جوایزی همچون جایزه اسکار بهترین بازیگر نقش مکمل مرد و جایزه گلدن گلوب بهترین بازیگر نقش مکمل مرد شده‌است.